# Барон Дансени

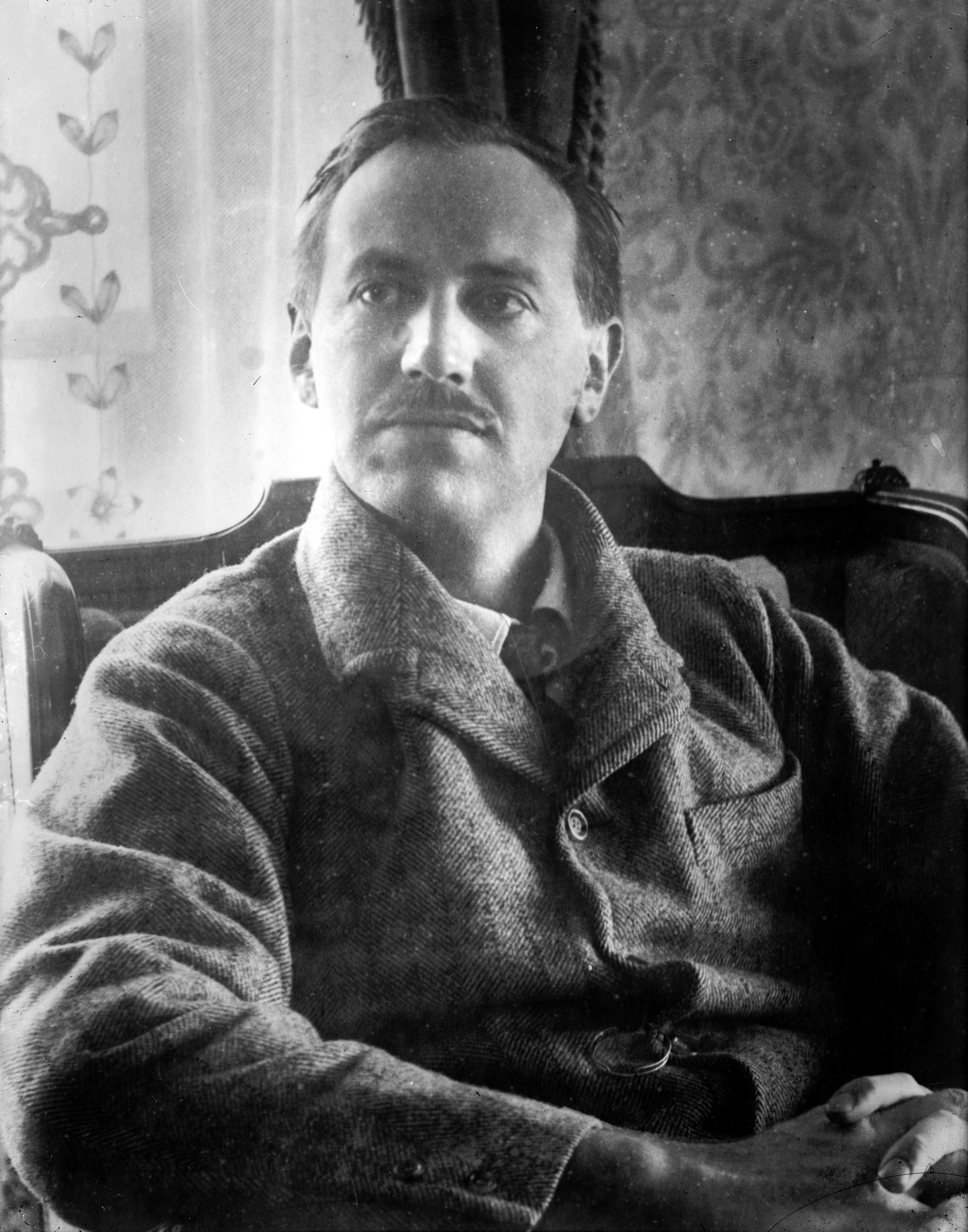
Эдвард Джон Мортон Дракс Планкетт, 18-й барон Дансени (1878—1957)

Барон Дансени (Лорд Дансени) — наследственный титул, один из старейших титулов в системе Пэрства Ирландии.

## История
Титул барона Дансени был создан для сэра Кристофера Планкетта (1410—1463), второго сына Кристофера Планкетта, 1-го барона Киллина (ум. 1445). Старый Кристофер женился на Джоан Кьюсак, наследнице имений Киллин и Дансени. Киллин унаследовал его старший сын, а Дансени — второй сын.
Дата создания титула барона Дансени для Кристофера Планкетта является неопределенной. Согласно «The Complete Peerage», титул барона Дансени появился перед 1489 годом, а создан он мог быть в 1462 году, когда умер сэр Кристофер Планкетт. «Debrett’s Peerage and Baronetage» указывает 1439 год как год создания титула барона Дансени. Согласно Жалованным грамотам, баронский титул упоминается с 1461 года.
Джон Планкетт, 3-й барон Дансени (ум. 1500), был членом-учредителем Братства Святого Георгия и поддержал английского самозванца Ламберта Симнела. Эдвард Планкетт, 4-й барон Дансени (ум. 1521), погиб во время подавления антианглийского восстания в Ирландии в 1521 году. Его сын, Роберт Планкетт, 5-й барон Дансени (ум. 1559), был государственным и военным деятелем, он обвинен в соучастии в восстании Томаса Фицджеральда, 10-го графа Килдэра.
Рэндал Планкетт, 11-й барон Дансени (ум. 1735), был последователем короля-католика Якова II Стюарта и после Славной революции 1688 года его объявили вне закона. Но после заключения Люмерикского договора 1691 года он был восстановлен в своих имениях, но не был признан парламентом в качестве пэра Ирландии. Эдвард Планкетт, 12-й барон Дансени (1713—1781), признавал протестантскую церковь Ирландии и сохранил за собой свои имения (Дансени и Киллин), но не предпринял необходимых шагов, чтобы подтвердить своё право на звание пэра в Ирландской палате лордов.
Рэндал Планкетт, 13-й барон Дансени (1739—1821), сын предыдущего, был признан в качестве пэра Ирландии и члена Ирландской палаты лордов. Его сменил его сын, Эдвард Планкетт, 14-й лорд Дансени (1773—1848), который служил лордом-лейтенантом графства Мит (1835—1848) и заседал в Палате лордов Великобритании в качестве ирландского пэра-представителя (1836—1848).
Рэндал Эдвард Планкетт, 15-й лорд Дансени (1804—1852), представлял Дрохеду в Палате общин (1835—1837) и заседал в Палате лордов Великобритании в качестве ирландского пэра-представителя (1850—1852). Ему наследовал его младший брат, Эдвард Планкетт, 16-й барон Дансени (1808—1889). Он имел чин адмирала королевского флота, а также служил в качестве ирландского пэра-представителя в Палате лордов Великобритании (1864—1889).
Джон Планкетт, 17-й лорд Дансени (1853—1899), сын предыдущего, был консервативным депутатом Палаты общин от Южного Глостершира (Торнбери) в 1886—1892 годах и ирландским пэром-представителем в Палате лордов Великобритании (1893—1899). Его брат Хорас Планкетт (1854—1932) был ключевой фигурой в развитии сельского хозяйства Ирландии и ирландского кооперативного движения.
Ему наследовал его сын, Эдвард Джон Мортон Дракс Планкетт, 18-й барон Дансени (1878—1957). Он был известным поэтом и драматургом, автором новелл и романов. Самыми известными из его новелл в жанре фэнтези были рассказы «Джозеф Джоркенс» и роман «Дочь короля Эльфландии». Младшим братом 18-го барона был адмирал, достопочтенный сэр Реджинальд Дракс (1880—1967).
По состоянию на 2013 год носителем титула являлся Рэндал Планкетт, 21-я барон Дансени (род. 1983), который наследовал своему отцу, художнику Эдварду Планкетту, в 2011 году.

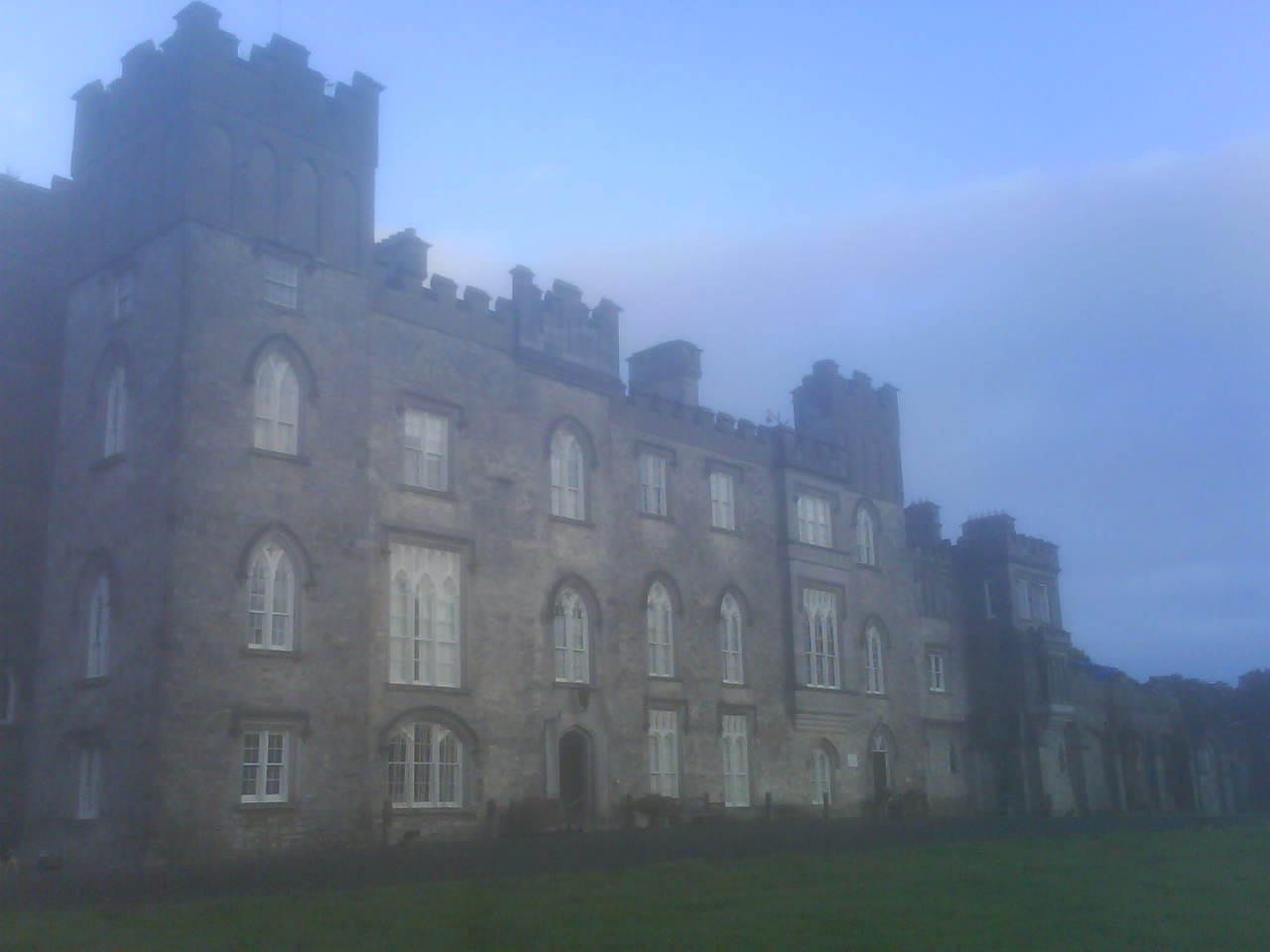
Замок Дансени, резиденция баронов Дансени

Родовое гнездо семьи Планкетт — Замок Дансени в графстве Мит (Ирландия).

## Бароны Дансейни (1439)
- 1439—1463: Кристофер Планкетт, 1-й барон Дансени[англ.] (1410—1463), сын сэра Кристофера Планкетта (ок. 1370—1445)[1]
- 1463—1480: Ричард Планкетт, 2-й барон Дансени (умер ок. 1480), сын предыдущего
- 1480—1500: Джон Планкетт, 3-й барон Дансени[англ.] (умер 1500), единственный сын предыдущего[2]
- 1500—1521: Эдвард Планкетт, 4-й барон Дансени[англ.] (умер 23 января 1521), сын предыдущего[3]
- 1521—1559: Роберт Планкетт, 5-й барон Дансени[англ.] (умер 31 марта 1559), сын предыдущего[4]
- 1559—1564: Кристофер Планкетт, 6-й барон Дансени (умер 1564), сын предыдущего
- 1564—1601: Патрик Планкетт, 7-й барон Дансени (ум. 17 марта 1601), сын предыдущего
- 1601—1603: Кристофер Планкетт, 8-й барон Дансени (умер 15 декабря 1603), сын предыдущего
- 1603—1668: Патрик Планкетт, 9-й барон Дансени (март 1595 — май 1668), сын предыдущего
- 1668—1690: Кристофер Планкетт, 10-й барон Дансени (умер в 1690), сын Эдварда Планкетта (ум. 1668) и внук 8-го барона Дансени
- 1690—1735: Рэндал Планкетт, 11-й барон Дансени (умер 16 марта 1735), сын Эдварда Планкетта (ум. 1668) и внук 8-го барона Дансени[5]
- 1735—1781: Эдвард Планкетт, 12-й барон Дансени (1713 — 9 июня 1781), сын предыдущего[6]
- 1781—1821: Рэндал Планкетт, 13-й барон Дансени (март 1739 — 4 апреля 1821), сын предыдущего[7]
- 1821—1848: Подполковник Эдвард Ваддинг Планкетт, 14-й барон Дансени (7 апреля 1773 — 11 декабря 1848), старший сын предыдущего[8]
- 1848—1852: Рэндал Эдвард Планкетт, 15-й барон Дансени (5 сентября 1804 — 7 апреля 1852), старший сын предыдущего[9]
- 1852—1889: Адмирал Эдвард Планкетт, 16-й барон Дансени (28 ноября 1808 — 22 февраля 1889), младший брат предыдущего[10]
- 1889—1899: Джон Уильям Планкетт, 17-й барон Дансени[англ.] (31 августа 1853 — 16 января 1899), старший сын предыдущего[11]
- 1899—1957: Эдвард Джон Мортон Дракс Планкетт, 18-й барон Дансени (24 июля 1878 — 25 октября 1957), старший сын предыдущего[12]
- 1957—1999: Подполковник Рэндал Артур Генри Планкетт, 19-й барон Дансени[англ.] (25 августа 1906 — 8 февраля 1999), единственный сын предыдущего[13]
- 1999—2011: Эдвард Джон Карлос Планкетт, 20-й барон Дансени[англ.] (10 сентября 1939 — 24 мая 2011), единственный сын предыдущего от первого брака[14]
- 2011 — настоящее время: Рэндал Планкетт, 21-й барон Дансени (род. 9 марта 1983), старший сын предыдущего[15]
  - Наследник титула: достопочтенный Оливер Планкетт (род. 26 сентября 1985), младший брат предыдущего[16].